# 4분 44초
4분 44초는 2024년 개봉한 대한민국의 영화이다.

## 캐스팅
- 이진기: 기철 역
- 유지애: 세은 역
- 이성열: 영준 역
- 김소원: 희영 역
- 임나영: 선영 역
- 이수민: 나희 역
- 함연지: 진경 역
- 장영남: 미영 역
- 권현빈: 영민 역